# Caligula lindia
Caligula lindia là một loài bướm đêm thuộc họ Saturniidae. Nó được tìm thấy ở tây nam Afghanistan phía bắc đến the Salang Pass, và Kashmir. Nó cũng được tìm thấy ở Himalayan foothills of miền bắc Ấn Độ, from Kashmir to Bhutan và miền nam Tây Tạng, Trung Quốc và Nepal. It is found up to heights of 2,400 mét.

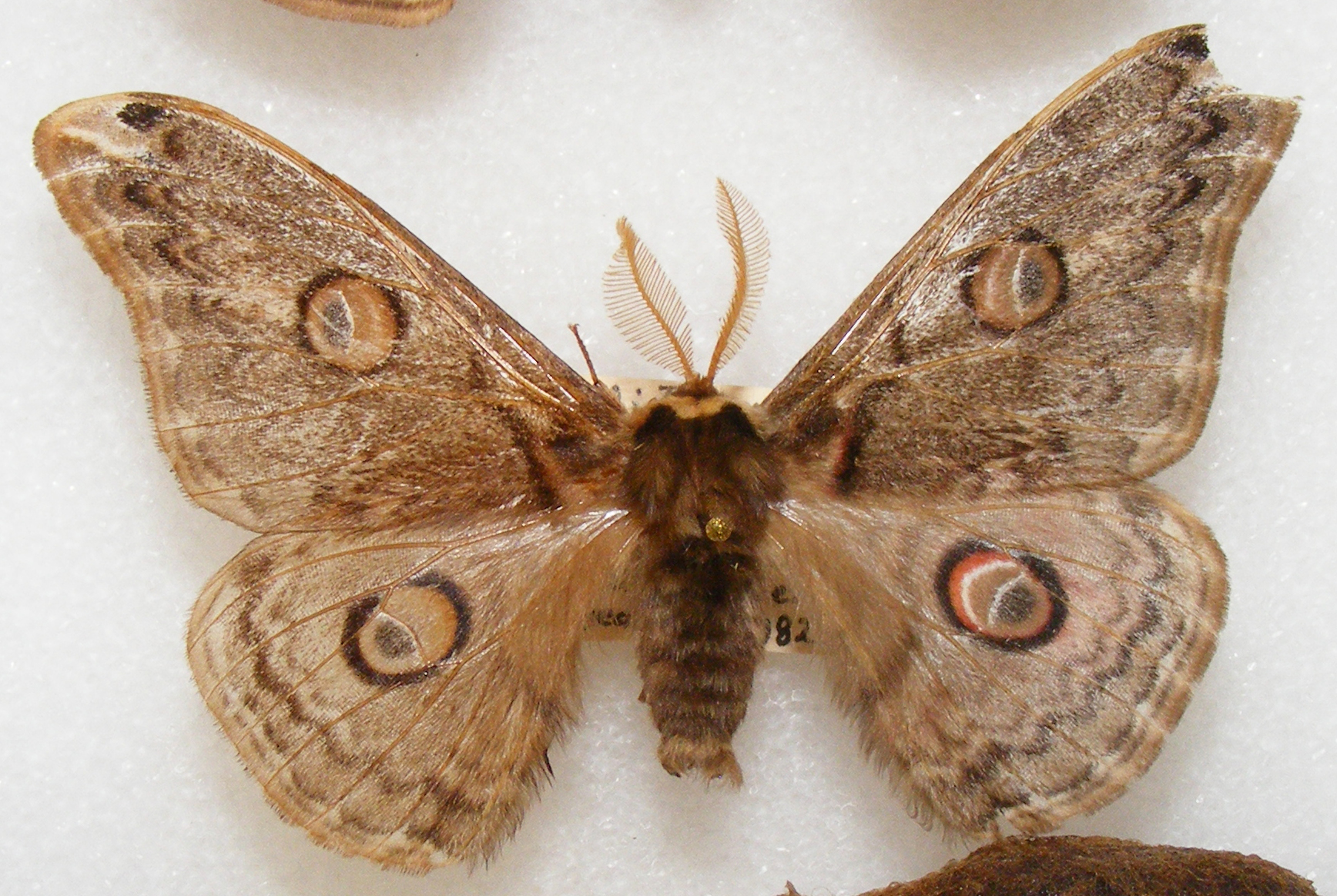
con đực

Sải cánh dài 90–96 mm.

## Hình ảnh

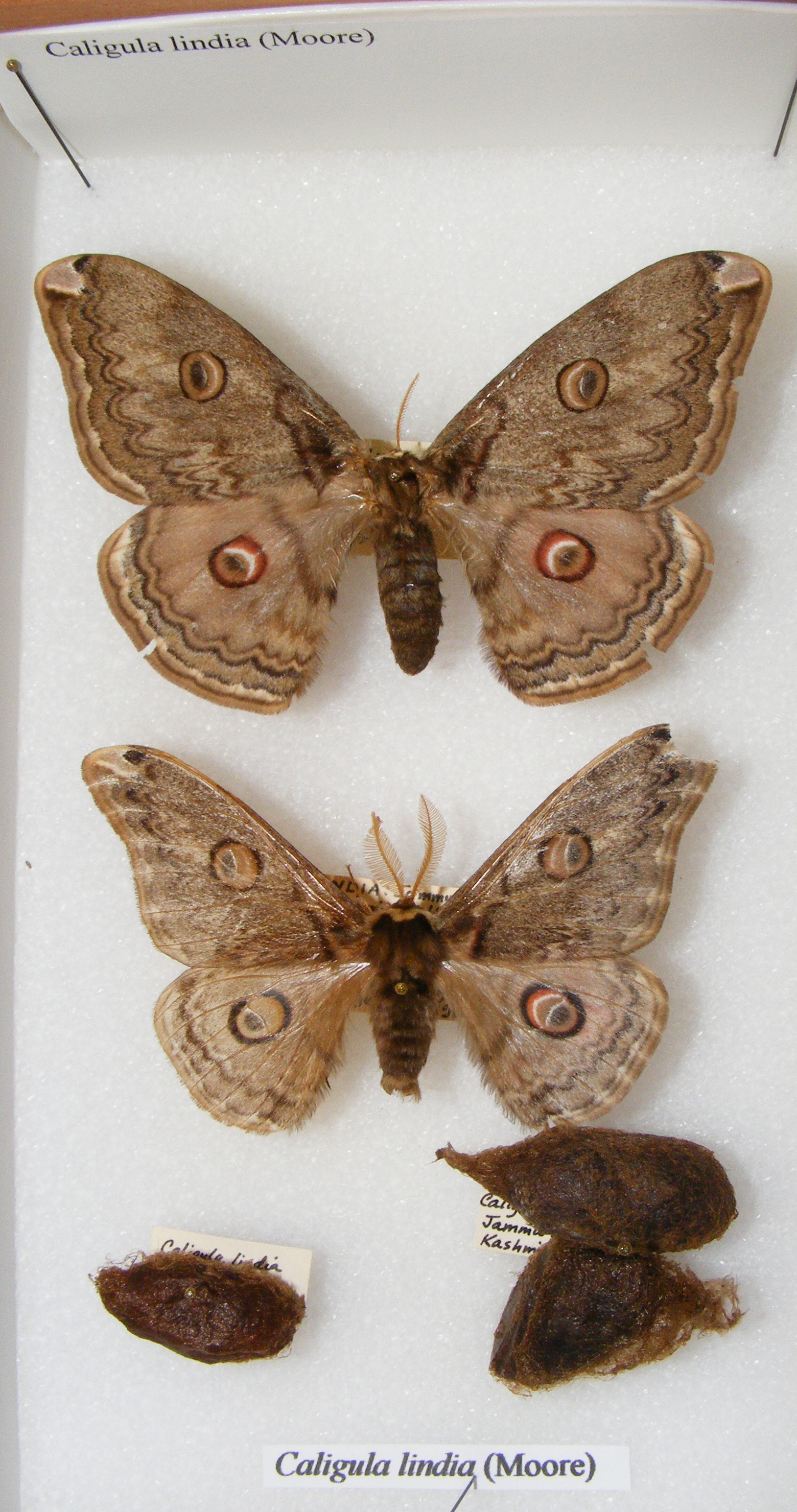